# Hung Yen (provins)
Hung Yen (på vietnamesiska Hưng Yên) är en provins i norra Vietnam. Huvudstaden har samma namn som provinsen. Provinsen består av ett stadsdistrikt, Hung Yen, och nio landsbygdsdistrikt: An Thi, Khoai Chau, Kim Dong, My Hao, Phu Cu, Tien Lu, Van Giang, Van Lam samt Yen My. 